# Manuel Monroy
Manuel Monroy Arregui (Barcelona, 18 de diciembre de 1921-Maracaibo, 26 de marzo de 1994) fue un actor español de cine, que intervino en casi una cuarentena de películas en su carrera cinematográfica que abarcó desde 1948 hasta 1968. Su faceta como actor televisivo fue mucho más exigua, interviniendo en algunos episodios de dos series televisivas en los años 1960 y 1970 (Tras la puerta cerrada y Sospecha).

## Filmografía completa
- Brindis a Manolete (1948)
- Campo Bravo (1948)
- El santuario no se rinde (1949)
- Neutralidad (1949)
- Dulce nombre (1951)
- Almas en peligro (1952)
- El sistema Pelegrín (1952)
- Mercado prohibido (1952)
- Persecución en Madrid (1952)
- La danza del corazón (1953)
- Ha desaparecido un pasajero (1953)
- Huyendo de si mismo (1953)
- Educando a papá (1954)
- El beso de Judas (1954)
- El pescador de coplas (1954)
- El tren expreso (1954)
- Mañana, cuando amanezca (1954)
- Tres huchas para Oriente (1954)
- Señora ama (1955)
- El coyote (1955)
- La melodía misteriosa (1955)
- Pleito de sangre (1955)
- Delincuentes (1956)
- La justicia del Coyote (1956)
- Viaje de novios (1956)
- Cara de goma (1957)
- Cumbres luminosas (1957)
- Aquellos tiempos del cuplé (1958)
- El día de los enamorados (1959)
- Un hombre tiene que morir (1959)
- La quiniela (1960)
- El indulto (1961)
- Alma aragonesa (1961)
- Diferente (1962)
- El balcón de la luna (1962)
- Promesa sagrada (1964)
- Goldface (1967)
- El hombre de Caracas (1968)

El pescador de coplas ( 1954)